# آرثر شولتز
آرثر شولتز (بالإنجليزية: Arthur Schultz)‏ هو عسكري أمريكي، ولد في 4 يوليو 1933 في جوليت في الولايات المتحدة، وتوفي بنفس المكان في 26 نوفمبر 2011.